# ポーリー・パビリオン
ポーリー・パビリオン（Pauley Pavilion）はカリフォルニア大学ロサンゼルス校内にある体育館。

## 概要
命名の由来はUCLAの卒業生であるエドウィン・W・ポーリーであり、建設費の500万ドル5分の1を寄付した。UCLAのバスケットボールチームの本拠地のほか、1984年の五輪では体操競技、1992年のMTV Video Music Awards、キッズ・チョイス・アワード、ほかにボブ・マーリー、ボブ・ディラン、ルチアーノ・パバロッティ、 エリック・クラプトンらがコンサートを行った。最多入場者数は1997年2月23日のデューク戦で記録した13,478人だった。
しかし、完成から40年以上が経ち、建物の老朽化などにより、現在UCLAの新アリーナ建設計画が進行されている。